# عشبة الذباب
عشبة الذُّبَاب   أو عَلُوك عديم الساق وتعرف بالإنجليزية بالوسادة الوردية زهرة برية صغيرة تسكن الجبال وتنتشر في جميع أنحاء القطب الشمالي المرتفع والتُّنْدرة في الجبال العليا في أوراسيا وأمريكا الشمالية (جنوبًا إلى جبال الألب، الكَرْبَات، الجنوب سِبِرْيَة، جبال البرانس، الجزر البريطانية، إسلندة ، جزر فارو، جبال روكي ). هو نبات مزهر معمر أبيد في فصيلة قرنفلية.
يطلق عليه أيضًا بالإنجليزية اسم نبات البوصلة، حيث تظهر الأزهار أولاً على الجانب الجنوبي من الوسادة.

## معرِض الصور

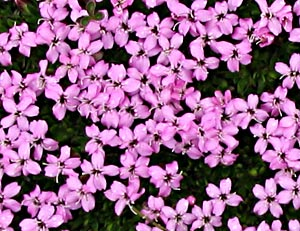
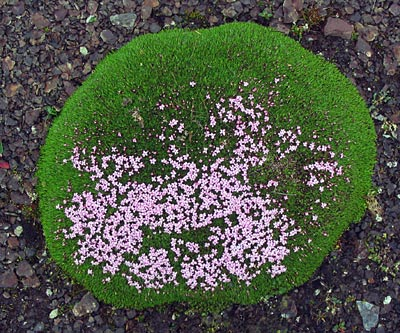
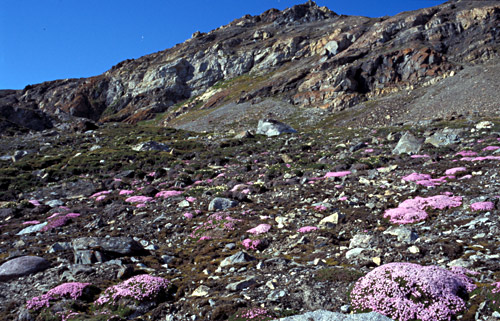
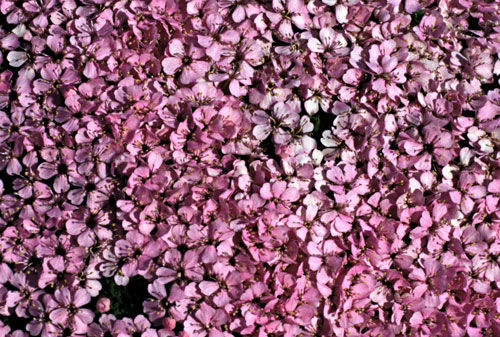